# Cantonul Broons
Cantonul Broons este un canton din arondismentul Dinan, departamentul Côtes-d'Armor, regiunea Bretania, Franța.

## Comune
- Broons (reședință)
- Éréac
- Lanrelas
- Mégrit
- Rouillac
- Sévignac
- Trédias
- Trémeur
- Yvignac-la-Tour